# Nucleus interpositus
De nucleus interpositus (Latijn, lett.: tussengeplaatste kern) is een verzameling neuronen in het centrale zenuwstelsel. De kern van grijze stof ligt diep in de witte stof van het cerebellum. De nucleus interpositus bestaat uit twee onderdelen: de nucleus emboliformis en de nucleus globosus. De twee onderdelen worden functioneel tot één structuur gerekend.
De nucleus interpositus is een van de vier diepe kernen in het cerebellum, naast de nucleus fastigii en de nucleus dentatus.
De kern is verantwoordelijk voor het coördineren van agonistische en antagonistische spierparen en een laesie in deze kern kan daardoor leiden tot tremor. Daarnaast is de kern essentieel voor uitgestelde Pavloviaanse conditionering.